# Solaris Urbino 15 LE electric
Solaris Urbino 15 LE electric je model příměstského, částečně nízkopodlažního elektrobusu, který vyrábí polská firma Solaris Bus & Coach. Jeho konstrukce je odvozená od modelu Solaris Urbino 15 LE, jehož výroba byla ukončena v roce 2018. Veřejnosti byl představen 20. října 2020, avšak první objednávka 20 vozů tohoto typu přišla až na podzim roku 2023 od švédského dopravce VR Kristianstad. Taktéž švédská společnost Nobina Sverige si objednala 55 kusů v roce 2023, 70 kusů v roce 2024 a 89 kusů v roce 2025. V roce 2025 si 81 kusů pořídil taktéž dopravce VR Sverige, který působí ve stejné zemi.